# الليلة الأوروبية للمتاحف
الليلة الأوروبية للمتاحف  هي احتفالية غرضها فتح إستثنائي في وقت واحد، لكل المتاحف الأوروبية في المساء لتشجيع إستقبال جمهور جديد، خاصة العائلات والشباب. تقام هذه الاحتفالية منذ سنة 2005.

## التاريخ
منذ سنة 2001، كان لمتاحف أوروبا كل سنة موعد خاص مع الجمهور كل فصل ربيع.
في عام 1999، وبمبادرة من وزارة الثقافة و الإتصال الفرنسية، اقترح على كل المتاحف الفرنسية فتح أبوابها للزوار في يوم أحد من فصل الربيع ويكون الدخول مجانا.

بطبيعة الحال كان يسمى «ربيع المتاحف»، ومنذ 2001، أصبحت الاحتفالية تطبق في جميع متاحف الدول 39 الموقعة على الإتفاقية الثقافية في مجلس أوروبا وأصبحت تنظوي تحت رعاية الأمانة العامة للمجلس.

هذه الفعالية، تهدف أساسا إلى جذب الجمهور إلى المتاحف المحلية (و البعيدة أيضا)، وأصبحت في 2005 ليلة المتاحف. لجلب الزوار (أساسا الشباب والعائلات) لإحياء الليلة الأوروبية في المتاحف معا.

أنشأت هذه الفعالية للاحتفال بالمتاحف وإحيائها إذا كانت صغيرة أم كبيرة، وهي تبدأ عند غروب الشمس وتنتهي في الواحدة من صباح اليوم التالي، وهي فرصة لتثقيف وتمتيع الجمهور على أوسع نطاق للتعريف بالثقافات وتبادل التاريخ والفوز بالزوار الجدد، والهدف من هذا إنشاء جمهور عام للمتاحف العامة في أوروبا، مما يسهم في بناء ثقافة الأوروبية. 

ليلة الأوروبية للمتاحف، هي فعالية تفتح من خلالها كل المتاحف أبوابها مجانا للزوار في أقرب يوم سبت من 18 مايو من كل سنة.

السبت الأقرب إلى 18 مايو، هو التاريخ المعتمد من قبل المجلس الدولي للمتاحف منذ 40 سنة لإحياء المتاحف وتبيين دورها في المجتمع، ويوجد بعض الاحتفاليات في دول أوروبية مثل هذه الفعالية ك""شهر المتاحف"" و ""المتحف في نهاية الأسبوع"".

## فعاليات أخرى تنظم في أوروبا وفرنسا
- الأيام الأوروبية للتراث
- مهرجان الموسيقى
- مهرجان السينما
- ربيع الشعراء
- مهرجان القراءة في فرنسا
- موعد في الحدائق
- مهرجان تاريخ الفن

## روابط خارجية
- الموقع الرسمي.